# Able Archer 83
Able Archer 83 (с англ. — «Опытный лучник») — десятидневные командные учения НАТО, которые начались 2 ноября 1983 года и охватили территорию Западной Европы. Ход учений контролировался командованием вооружённых сил Альянса из штаб-квартиры в Монсе, севернее бельгийской деревни Касто. В ходе Able Archer отрабатывались действия Альянса в случае эскалации конфликта, приводящего к ядерной войне.
Во время учений 1983 года впервые были использованы новые уникальные коды связи и режим полного радиомолчания; в учения были вовлечены главы государств участников НАТО; был отработан режим максимальной боеготовности (DEFCON 1), соответствующий возможности использования ядерного оружия. Реалистичность учений 1983 года, вкупе с ухудшением отношений США и СССР в ходе холодной войны, вторжением США на Гренаду, установкой баллистических ракет средней дальности «Першинг-2» в Европе, участившимися случаями провокаций со стороны США и стран НАТО привели к тому, что некоторые члены руководства СССР всерьёз восприняли эти учения как замаскированную подготовку к превентивному ядерному удару по Советскому Союзу.
В качестве ответных мер советское правительство привело Ракетные войска стратегического назначения СССР в готовность № 1, перебросило в ГДР и ПНР дополнительные самолёты ВВС СССР и также привело их в боевую готовность.
Ряд историков отмечает, что мир, впервые после Карибского кризиса 1962 года, стоял на пороге ядерной войны.
Угроза ядерной войны миновала только по окончании учений Able Archer 83 11 ноября 1983 года.

## События, предшествующие учениям
Чтобы понять, насколько мир был близок к ядерной войне, необходимо рассмотреть ряд событий, предшествующих учениям.

### Операция РЯН
В мае 1981 года состоялось закрытое заседание Политбюро ЦК КПСС с высокопоставленными офицерами КГБ. На заседании, где присутствовали также генеральный секретарь ЦК КПСС Л. И. Брежнев и председатель КГБ Ю. В. Андропов, было объявлено, что США готовят ядерное нападение на СССР. Для выработки средств противодействия нападению Андропов объявил о начале операции РЯН (Ракетно-Ядерное Нападение) силами КГБ и ГРУ.
Операция РЯН стала наиболее крупной и сложной операцией по сбору разведывательной информации в советской истории. Несмотря на название, основной задачей операции РЯН было выявление намерения применения ядерного оружия и только потом поиск средств предотвращения последнего. До сих пор средства проведения операции РЯН неизвестны. Основным источником информации является Олег Гордиевский, наиболее высокопоставленный офицер КГБ, который секретно работал на Великобританию.
Официальный историк ЦРУ Бенджамин Б. Фишер выделил несколько конкретных событий, приведших к операции РЯН. Первым в списке стоит «Двойное решение» НАТО (принято 12 декабря 1979) о размещении ракет в странах Западной Европы в ответ на развёртывание СССР ракет РСД-10 (SS-20), начавшееся в 1976 году. Вторыми — психологические операции (сокращённо PSYOP).

### Запад-81
Крупнейшие стратегические учения в истории советских Вооружённых Сил. По масштабу задействованных ресурсов сравнимы с наступательными операциями времён Второй мировой войны. Проходили с 4 по 12 сентября 1981 года.

### Щит-82
Стратегические учения армии и флота СССР и стран Варшавского договора. Отрабатывали полномасштабную ядерную войну с блоком НАТО. Проходили с 14 июня по 30 сентября 1982 года.

### Психологические операции
Наиболее близким по смыслу русским аналогом термина является выражение «мероприятия информационно-психологического воздействия». PSYOP против СССР возобновились после избрания Рейгана президентом США.

### Рейс Korean Air 007
Во многом благодаря агрессивным операциям PSYOP произошла трагедия с южнокорейским авиалайнером, следовавшим рейсом Korean Air 007 (KAL 007) 1 сентября 1983 года. Самолёт на протяжении многих часов находился в советском воздушном пространстве вне коридора, предоставленного гражданской авиации. В результате он был сбит советским истребителем южнее Сахалина, и этот инцидент серьёзно осложнил отношения между СССР и западным миром.

### Гонка вооружений

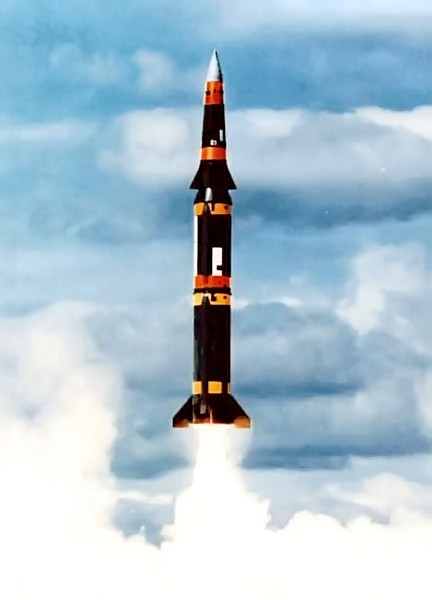
«Першинг-2»

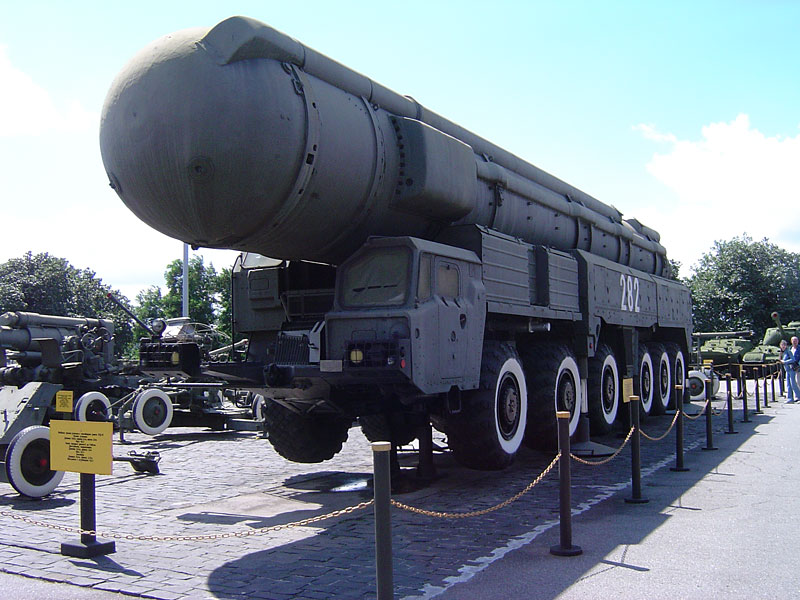
РСД-10 «Пионер»

23 марта 1983 года Рейган представил план стратегической оборонной инициативы, прозванной впоследствии как критиками, так и средствами массовой информации «звёздными войнами». Несмотря на то, что Рейган рассматривал план как систему обороны против начала ядерной войны, советские лидеры однозначно восприняли его как попытку отойти от ядерного паритета и разрядки международной напряжённости, а также как попытку милитаризации космического пространства. Ю. В. Андропов, который стал Генеральным секретарём ЦК КПСС после смерти Л. И. Брежнева в ноябре 1982 года, жёстко критиковал инициативу Рейгана по «разработке новых планов того, как развязать ядерную войну так, чтобы выиграть её».
Несмотря на истерию вокруг программы «звёздных войн», наибольшую тревогу советского правительства вызвали американские баллистические ракеты средней дальности «Першинг-2», размещаемые в Западной Европе начиная с ноября 1983 года, то есть не размещенные к началу учений. Эти ракеты должны быть установлены в качестве ответа на советские ракеты средней дальности SS-20 «Пионер», размещённых на западной границе СССР и представлявших наибольшую угрозу для Европейских стран НАТО. «Першинги» были в состоянии уничтожить такие защищённые цели, как шахтные пусковые установки и заглублённые командные бункеры. Ракеты могли быть подготовлены и запущены в течение нескольких минут, а их система самонаведения идеально подходила для нанесения первого удара. Более того, ракеты, запущенные из Западной Германии, достигали целей на территории европейской части СССР всего через шесть минут после их запуска. У Советского Союза оставалось только две возможности выстоять против этих ракет: срочная постановка на боевое дежурство системы «Периметр», с символичным названием по классификации НАТО «Мёртвая рука» (англ. Dead Hand — введена в строй в 1985 году) и превентивная война. По мнению историка ЦРУ Бенджамина Фишера, именно опасность неожиданного ракетного удара «Першингами» и была непосредственной причиной начала операции РЯН: выявить решение США начать ядерную войну и, что можно предположить, упредить его.

### Ложное срабатываниесистемы предупреждения о ядерном нападении
26 сентября 1983 года поставленный на боевое дежурство в 1982 году спутниковый эшелон советской системы предупреждения о ракетном нападении первого поколения «Око» (УС-К) выдал сообщение о нападении со стороны США. Но радарное наблюдение не могло подтвердить этого, так как «ракеты» находились ещё слишком далеко. Тревога была признана ложной решением оперативного дежурного подполковника С. Е. Петрова.
Последующее расследование установило, что причиной тревоги явилась засветка датчиков спутника солнечным светом, отраженным от высотных облаков. Таким образом, ложное срабатывание космического эшелона системы предупреждения о ракетном нападении выявило недостаточную его эффективность в условиях ожидания ядерной войны. Не было никакой уверенности в том, что очередная засветка датчиков не является нападением. Только к 1987 году удалось избавить систему от возможности таких ложных срабатываний путём увеличения космической группировки СПРН с четырёх до девяти космических аппаратов.

### Выступления Рональда Рейгана
В ряде своих речей президент США Рональд Рейган заявил, что США готовы к ядерной войне, поскольку религиозные ценности «не допускают соседства с коммунистическими безбожниками».

## Учения Able Archer 83
Таким образом, 2 ноября 1983 года, когда с началом учений советские разведывательные органы приложили максимум усилий для выявления намерения подготовки ядерного нападения, НАТО начал отработку последнего. В учения под кодовым названием «Опытный лучник» (англ. Able Archer) был вовлечён ряд стран-участников Альянса. Отрабатывались действия НАТО по руководству, управлению и связи с войсками в ходе ядерной войны (сокращённо C³ от английского наименования Command, Control, and Communications). Исходя из событий, предшествовавших учениям, и их реалистичности, некоторые советские лидеры, в полном соответствии с советской военной доктриной, всерьёз восприняли Able Archer как прикрытие подготовки нападения. Действительно, в телеграмме резидентуре КГБ и ГРУ от 17 февраля подобный сценарий описывается следующим образом:

Поскольку состояние «Оранжевой тревоги» введено в условиях строжайшей секретности (под предлогом манёвров, тренировок и т. д.) и в кратчайшее время и без огласки оперативных планов, с высокой степенью вероятности следует, что боевая тревога была объявлена для подготовки неожиданного РЯН в условиях мирного времени.

17 февраля 1983 года оперативное управление КГБ предписало агентам отслеживать несколько потенциальных индикаторов подготовки ядерного нападения. Предписывалось взять под наблюдение «кадровых военных связанных с подготовкой и исполнением РЯН, а также группу людей, включая обслуживающий и технический персонал… который работает в центрах управления, связанных с принятием и исполнением решения о проведении РЯН; персонала в центрах связи, обеспечивающих работу объектов и их взаимодействие».
Поскольку в ходе Able Archer 83 отрабатывалось применение ядерного оружия, персонал, упомянутый в телеграмме, был вызван на учения. Обращало на себя внимание и то, что премьер-министр Великобритании Маргарет Тэтчер и федеральный канцлер Западной Германии Гельмут Коль принимали участие (пусть даже не по собственной воле) в ядерных учениях. Президент США Рональд Рейган, вице-президент Джордж Буш (старший) и министр обороны Каспар Вайнбергер (англ. Caspar Weinberger) также были действующими лицами учений. Роберт Мак Фарлейн (англ. Robert McFarlane), занявший пост советника президента по вопросам безопасности всего за две недели до учений, предвидя серьёзные международные проблемы, предложил ограничить их масштаб. От учений были отстранены ряд гражданских и военных специалистов, но даже в сокращённом масштабе учения потрясли своей реалистичностью.
Другим показателем, который отметили советские аналитики, было увеличение числа шифрованных сообщений между Великобританией и США. Советские разведывательные органы были проинформированы, «что так называемые ядерные консультации в НАТО возможно являются одной из стадий немедленных приготовлений неприятелем РЯН». Для советских аналитиков взрывное увеличение количества переговоров между США и Великобританией за месяц до начала Able Archer означало то, что это могли быть консультации о применении ядерного оружия. На самом же деле регистрируемое увеличение количества сообщений было связано с дипломатическими усилиями, которые предпринимала королева Великобритании Елизавета II в связи с американским вторжением в Гренаду 25 октября 1983 года (сувереном Гренады является британская корона).
Следующим шокирующим фактом, доложенным в Первое главное управление КГБ СССР агентами, были шифры и средства связи, использованные НАТО во время учений. В соответствии инструкциям Москвы от 17 февраля 1983 года:

Наиболее важно отслеживать функционирование сетей и систем связи, поскольку через них противная сторона передаёт информацию о своих намерениях, и, главным образом, о намерениях использования ядерного оружия и практической реализации плана. В дополнение, изменение способов связи и средств шифрования само по себе может говорить о состоянии приготовления к РЯН.

Разведывательные органы СССР обнаружили, что, в подтверждение их подозрений, НАТО и в самом деле перешло к использованию уникальных, ранее никогда не применяемых кодов шифрации сообщений, гораздо более сложных, чем на предыдущих учениях, что, возможно, являлось показателем скорого ядерного нападения.
Во время Able Archer 83 силы НАТО отрабатывали последовательный перевод войск в степень боевой готовности от DEFCON 5 (мирное время) до DEFCON 1 (состояние войны). Поскольку отрабатывалась последовательно каждая степень боеготовности, информаторы КГБ восприняли их как реальную боевую тревогу. Согласно разведывательной информации, военная доктрина НАТО гласила: «Оперативная готовность № 1 объявляется тогда, когда есть очевидные предпосылки для проведения военной операции. Когда точно установлено, что война неизбежна и может начаться в любой момент».
Узнав, что американские ядерные силы приведены в состояние боевой готовности к гипотетическому ядерному нападению, 8 или 9 ноября (Олег Гордиевский не смог вспомнить точную дату) Москва послала своим резидентам срочную шифровку, в которой требовало выявить дальнейшие планы США по превентивному ядерному удару. Степень повышенной боеготовности трактовалась как 7—10-дневная готовность к применению ядерного оружия. Эти дни были пиком напряжённости.
По предположению западных историков, руководство Советского Союза полагало, что единственным шансом выдержать удар НАТО было опередить его. В связи с этим ЦРУ отметило повышенную активность в прибалтийском военном округе, ЧССР, в местах базирования самолётов-носителей ядерного оружия в ПНР и ГДР: «все войска были подняты по боевой тревоге, были открыты хранилища ядерного оружия». Бывший аналитик ЦРУ Петер Винсент Прай (англ. Peter Vincent Pry) пошёл в своих рассуждениях дальше, предположив, что переведённая в боевую готовность авиация была только вершиной айсберга. Он предположил, что в соответствии с советской военной доктриной и военной историей, межконтинентальные баллистические ракеты были также приведены в минутную готовность.
Советские лидеры успокоились только после окончания учений Able Archer 11 ноября. После внимательного изучения реакции СССР на Able Archer 83, о которой стало известно от двойного агента КГБ и секретной разведывательной службы Великобритании (МИ-6) Олега Гордиевского, президент Рейган сказал:

Не могу понять, как они могли поверить в такое — об этом надо хорошенько подумать.

## Советская реакция

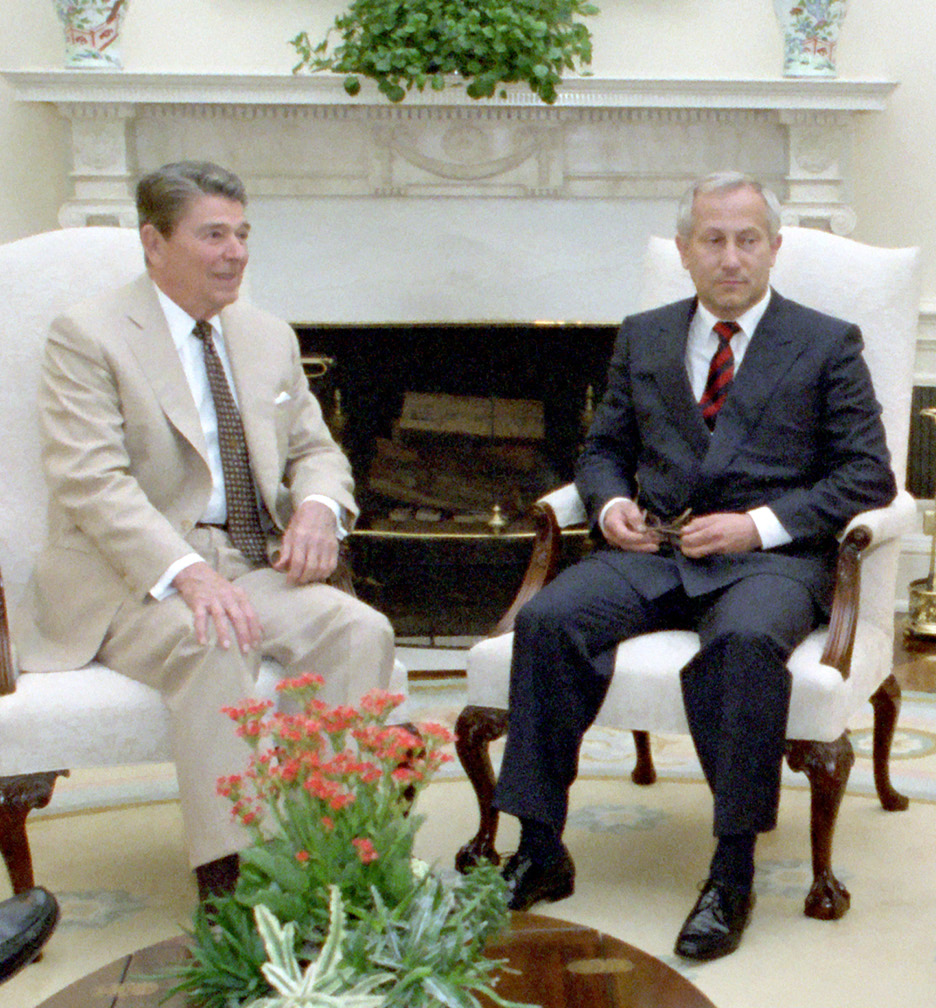
Президент США Р. Рейган и О. Гордиевский

Двойной агент Олег Гордиевский был резидентом КГБ в Лондоне и является единственным доступным широкой общественности источником информации о советской реакции на Able Archer 83. Олег Калугин и Юрий Швец, которые также были офицерами КГБ в 1983 году, опубликовали материалы об Операции РЯН, однако не упоминали о Able Archer 83.
Гордиевский и другие резиденты разведслужб стран Варшавского договора очень скептически относились к тому, что НАТО готовит ядерное нападение. Тем не менее, агенты получили приказ докладывать о наблюдениях, а не о собственных выводах, и именно этот изъян в советской разведке («ты там только наблюдай, а выводы я буду делать») и привёл к неверному пониманию ситуации и страху перед ядерной агрессией со стороны США.
Ни один советский политик не приоткрыл завесу тайны над Able Archer 83. Маршал Советского Союза Сергей Ахромеев, который в это время возглавлял Генеральный штаб, сказал историку «холодной войны» Дон Обердорферу (англ. Don Oberndorfer), что он никогда ничего не слышал о Able Archer 83. Отсутствие какой-либо официальной реакции СССР на учения подвигло многих историков предположить, что Able Archer 83 не рассматривались как непосредственная угроза со стороны США.

## Американская реакция
В мае 1984 года аналитиком ЦРУ из отдела по СССР Фриц Эрмат (англ. Fritz W. Ermarth) был написан отчёт «Результаты недавней военно-политической активности СССР», в котором утверждалось:

Мы твёрдо уверены, что советские лидеры не ощущают неподдельной опасности неотвратимого конфликта или противостояния с США, и действия СССР не вызваны таковой.
Оригинальный текст (англ.)We believe strongly that Soviet actions are not inspired by, and Soviet leaders do not percieve, a genuine danger of imminent conflict or confrontation with the United States.

Роберт Гейтс, находившийся в 1983 году на посту заместителя директора по разведке (англ. Deputy Director for Intelligence) ЦРУ, в последующем ставшим Директором центральной разведки США, в своей книге опубликовал свои размышления:

Информация о странных и изрядно искажённых настроениях советских лидеров в то время, появившаяся с распадом СССР, заставляет меня думать, что весьма вероятно — с учётом всех событий 1983 года — что они действительно верили, что нападение со стороны НАТО как минимум возможно, и предприняли ряд мер для повышения боеготовности, кроме разве что всеобщей мобилизации. Вспоминая обстановку тех дней, просматривая анализ событий, а теперь и документы, я не думаю, что Советы били ложную тревогу. Может, они и не верили в то, что атака со стороны НАТО в ноябре 1983 года неизбежна — но, похоже, они верили, что ситуация была очень опасной. И американские разведслужбы не смогли оценить реальную степень их озабоченности.
Оригинальный текст (англ.)Information about the peculiar and remarkably skewed frame of mind of the Soviet leaders during those times that has emerged since the collapse of the Soviet Union makes me think there is a good chance — with all of the other events in 1983 — that they really felt a NATO attack was at least possible and that they took a number of measures to enhance their military readiness short of mobilization. After going through the experience at the time, then through the postmortems, and now through the documents, I don't think the Soviets were crying wolf. They may not have believed a NATO attack was imminent in November 1983, but they did seem to believe that the situation was very dangerous. And US intelligence had failed to grasp the true extent of their anxiety.

Историки говорят о всё ещё имеющем гриф секретности отчёте, предоставленном Ниной Стюарт (англ. Nina Stewart) для государственного департамента США, в котором, в подтверждение выводов Гейтса, говорится о несостоятельности информации ЦРУ и что дальнейший анализ поведения советского военно-политического руководства фактически указывает на настоящие опасения возможности агрессии со стороны США.
Некоторые историки, включая Бет Фишер (англ. Beth B. Fischer) в её книге «Разворот Рейгана» (англ. The Reagan Reversal), выделяют Able Archer 83 как одну из наиважнейших причин, побудивших президента Рейгана перейти от политики конфронтации к политике сближения. Большинство других историков, однако, считают, что Рейган сначала стремился увеличить оборонный потенциал США, чтобы потом говорить с Советским Союзом с позиции силы. Высказывания Рейгана и его окружения проливают важный свет на существовавший страх атомной войны и её последствий. 10 октября 1983 года, всего за месяц до Able Archer 83, президент Рейган посмотрел телевизионный фильм «На следующий день» о городе Лоренц (штат Канзас), разрушенном ядерной бомбардировкой. В своём дневнике президент написал, что фильм «ввёл меня в удручающее состояние».
Позднее в октябре Рейгана уговорили принять участие в брифинге Пентагона, посвящённом ядерной войне. На протяжении первой половины президентского срока он отказывался от участия в подобных заседаниях, считая неуместным репетировать ядерный апокалипсис. Чиновники администрации полагают, что это заседание было «сущим наказанием» для Рейгана. Вайнбергер вспоминает:
«[Рейган] питал глубочайшее отвращение к самой идее использования ядерного оружия… Эти учения ясно показали каждому, какие фантастически страшные события будут сопровождать такой сценарий».
Позже сам Рейган опишет заседание следующим образом:
«Весьма отрезвляюще подействовало заседание с Каспером Вайнбергером и генералом Вессейем в ситуационном зале Белого дома по нашему плану действий на случай ядерного нападения».
Эти два коротких видения ядерной войны подготовили Рейгана для чёткого понимания ситуации, сложившейся при проведении Able Archer 83, и её возможных последствий в случае эскалации. После получения разведданных из различных источников, включая Гордиевского стало очевидно, что советские лидеры приводят войска в боевую готовность. Хотя американские официальные лица были всерьёз обеспокоены такими серьёзными ответными приготовлениями к ядерному конфликту, они отказывались верить, что атака со стороны Советского Союза была вполне возможна. Госсекретарь США Джордж Шульц говорил, что «это было невероятно, по крайней мере для нас», что русские действительно верили в вероятный американский удар.
Однако Рейган не разделял уверенности своего секретаря, что в советском руководстве возобладают трезвые головы:

У нас было множество планов вероятного ответа на ядерное нападение. Однако события происходили бы настолько быстро, что я сильно сомневаюсь в возможности какого-либо планирования или анализа при такой кризисной ситуации… Шесть минут, чтобы принять решение — как реагировать на отметку на экране радара и запускать Армагеддон или нет! Разве кто-либо сможет трезво рассуждать в такой момент?
Согласно Мак Фарлейну, президент «с неподдельной тревогой» воспринимал неверие в то, что обычные учения НАТО могут привести в вооружённому нападению. По его словам, всё ещё засекреченный ретроспективный анализ 1990 года показывает, что президент был прав, реагируя с гораздо бо́льшим беспокойством, чем некоторые бесшабашные сотрудники его администрации. Для Политбюро Андропова, являющегося инициатором операции РЯН, казалось, «что США готовят… внезапное ядерное нападение на Советский Союз». В своих мемуарах Рейган, не упоминавший Able Archer 83, поскольку тогда он не считал возможным опубликовать секретную информацию, о своём состоянии в 1983 году пишет:

Три года привели меня к удивительному выводу касательно русских.
Многие лица на вершине советской иерархии вполне искренне боялись Америки и американцев. Возможно, это не должно было меня удивлять, но тем не менее удивило…
На протяжении моего первого срока в Вашингтоне многие в нашей администрации были уверены: русские не хуже нас понимают всю абсурдность предположения, будто США могут нанести по ним первый удар. Но чем больше я общался с советскими лидерами, а также главами других государств, которые хорошо их знали, тем больше я начинал понимать, что советские официальные лица воспринимают нас не просто как политического соперника, но и как потенциального агрессора, готового применить ядерное оружие в превентивном ударе…

Что же, в таком случае я ещё больше хотел оказаться в одной комнате наедине с советским лидером и попытаться убедить его в том, что мы ничего не замышляем против Советского Союза и русским совершенно не нужно нас бояться.Оригинальный текст (англ.)Three years had taught me something surprising about the Russians: Many people at the top of the Soviet hierarchy were genuinely afraid of America and Americans. Perhaps that shouldn't have surprised me, but it did. [...]

During my first three years in Washington, I think many of us in the administration took it for granted that the Russians, like ourselves, considered it unthinkable that the United States would launch a first strike against them. But the more experience I had with Soviet leaders and [those] who knew them, the more I began to realize that many Soviet officials fared us not only as adversaries, but as potential aggressors who might hurl nuclear weapons at them in a first strike [...]

Well, if that was the case, I was even more anxious to get a top leader in a room alone and try to convince him we had no designs on the Soviet Union and the Russians had nothing to fear from us.

## В массовой культуре
Учения и события вокруг них легли в основу сюжета немецкого телесериала Германия-83.
Ядерная тревога того времени иронично отражена в песне Александра Башлачёва «Подвиг разведчика» (1984):
А Рейган — вор, ковбой и педераст —

Поставил мир на ядерную карту.

Тревожно мне. Кусаю свой матрац.

Дрожу, как СС-20 перед стартом.

### Сноски
1. ↑  Следует отметить полное отсутствие советских и российских источников о проведении операции РЯН. В связи с этим, при написании данной статьи рассматривались только зарубежные источники информации.
2. ↑  Готовность применить ядерное оружие в ближайшие 36 часов